# Volodymyrivka (Raión de Rozdilna)
Volodymyrivka  (ucraniano: Володимирівка) es un pueblo del Raión de Rozdilna en el Óblast de Odesa de Ucrania. Según el censo de 2001, tiene una población de 10 habitantes.